# Howard Hesseman
George Howard Hesseman (Lebanon (Oregon), 27 februari 1940 - Los Angeles, 29 januari 2022) was een Amerikaans acteur.

## Biografie
Hesseman werd geboren in Lebanon (Oregon), en op vijfjarige leeftijd scheidden zijn ouders en groeide hij verder op bij zijn moeder en stiefvader. Hij studeerde af aan de Universiteit van Oregon in Eugene (Oregon). Na zijn studie werd hij samen met David Ogden Stiers lid van de komediegezelschap The Committee in San Francisco. 
Hesseman begon in 1968 met acteren in de televisieserie The Andy Griffith Show, waarna hij in meer dan 140 televisieseries en films speelde. Hij is vooral bekend van zijn rol als Johnny 'dr. Fever' Caravella in de televisieserie WKRP in Cincinnati waar hij in 90 afleveringen speelde (1978-1982), en als Charles P. Moore in de televisieserie Head of the Class waar hij in 92 afleveringen speelde(1986-1990). Voor zijn rol in WKRP in Cincinnati werd hij in 1980 en 1981 genomineerd voor een Primetime Emmy Award en in 2006 voor een TV Land Award. Voor zijn rol in Head of the Class werd hij in 2003 en 2006 genomineerd voor een TV Land Award.
Hesseman was van 1965 tot en met 1974 getrouwd, in 1989 is hij opnieuw getrouwd. Hij overleed op 81-jarige leeftijd en is begraven aan de Desert Memorial Park in Cathedral City.

## Filmografie

### Films
Selectie:
- 2009 All About Steve – als mr. Horowitz
- 2009 Halloween II – als oom Meat
- 2008 The Rocker – als Gator
- 2007 Martian Child – als Dr. Berg
- 2006 Man About Town – als Ben Giamoro
- 2002 About Schmidt – als Larry brr
- 1997 Gridlock'd – als Blind Man
- 1994 Munchie Strikes Back – als Munchie (stem)
- 1986 Flight of the Navigator – als Dr. Louis Faraday
- 1985 Clue – als de chief
- 1985 Police Academy 2 – als Pete Lassard
- 1984 This Is Spinal Tap – als Terry Ladd
- 1981 Honky Tonk Freeway – als Snapper
- 1971 Billy Jack – als drama leraar
- 1968 Petulia – als hippie

### Televisieseries
Selectie:
- 2007 John from Cincinnati – als Erlemeyer – 2 afl.
- 2006-2007 Boston Legal – als rechter Robert Thompson – 3 afl.
- 2001 That '70s Show – als Max – 3 afl.
- 1991-1993 The New WKRP in Cincinnati – als Dr. Johnny Fever – 4 afl.
- 1986-1990 Head of the Class – als Charles P. Moore – 92 afl.
- 1982-1984 One Day at a Time – als Sam Royer – 18 afl.
- 1978-1982 WKRP in Cincinnati – als Johnny Caravella – 90 afl.
- 1978 Soap – als Mr. Franklin – 7 afl.
- 1974-1978 The Bob Newhart Show – als Craig Plager – 6 afl.
- 1976-1977 Mary Hartman, Mary Hartman – als Dr. Robert Williams – 13 afl.

- Biblioteca Nacional de España: XX1560524
- Bibliothèque nationale de France: cb141868842 (data)
- Gemeinsame Normdatei: 1026886538
- International Standard Name Identifier: 0000 0001 1875 1214
- Library of Congress Control Number: no2001055273
- Nationale bibliotheek van Australië: 35139996
- Virtual International Authority File: 39586803
- WorldCat: E39PBJcKG8cDyVqcPCJKtpj6Kd